# D'Nash
D'Nash è una boyband spagnola.

## Membri
- Basty - vero nome: Esteban Piñero Camacho - nato il 28 febbraio 1981, Cadice
- Mikel - vero nome: Michael Hennet Sotomayor - nato il 20 gennaio 1983, Puerto de la Cruz
- Javi - vero nome: Francisco Javier Álvarez Colinet - nato il 30 aprile 1983, Siviglia

### Ex membri
- Ony - vero nome: Antonio Ortiz Martos - nato il 19 febbraio 1981, Valencia

## Storia del gruppo
Nel febbraio 2006, la band pubblicò, come Nash, il suo primo singolo "Capaz de Todo" (italiano : "capace di tutto"). L'album omonimo è stato pubblicato un mese dopo, il 28 marzo. Nel giugno dello stesso anno pubblicarono un secondo singolo, "¿Dónde estas?" ("Dove Sei?"), una ballata. Il loro album è stato ristampato nel mese di novembre con due canzoni in più, "Qué Sabes del Amor" ("What Do You Know About Love?") e "Mas Alla de las Estrellas" ("Beyond The Stars"), una canzone di Natale diventata un singolo promozionale della Special Edition.
Il 24 febbraio 2007 i Nash hanno vinto Misión Eurovision 2007, la selezione organizzata da TVE per scegliere il rappresentante del paese all'Eurovision Song Contest 2007 a Helsinki. Poco prima della manifestazione cambiano nome in D'Nash per problemi di copyright. Si classificano 20° con 43 punti col brano bilingue I love you mi vida.

## Discografia

### Album
- Capaz de todo (2006)
- Todo va a cambiar (2007)
- Garabatos (2011)

### Singoli
- Capaz de todo (2006)
- ¿Dónde estás? (2006)
- ¿Qué sabes del amor? (2006)
- Más allá de las estrellas (2006)
- I love you mi vida (2007)
- Stand by me (2007)
- Amanda (2007)
- En el Medio de la Calle (2011)